# Пустельний канюк
Пустельний канюк (Parabuteo) — рід хижих птахів родини яструбових (Accipitridae). Латинська назва означає «подібний на канюка». Українську назву роду дав Геннадій Фесенко за аналогією з назвою виду канюк пустельний (Parabuteo unicinctus).

## Систематика
До роду Parabuteo було виділено два види (перший з двома підвидами):
- Parabuteo unicinctus — канюк пустельний (Temminck, 1824)
  - Parabuteo unicinctus harrisi (Audubon, 1837)
  - Parabuteo unicinctus unicinctus (Temminck, 1824)
- Parabuteo leucorrhous (Quoy & Gaimard, 1824)